# Rotes Sandelholz
Das Rote Sandelholz (Pterocarpus santalinus), genannt auch Rot-Sandel, ist eine Pflanzenart innerhalb der Familie der Hülsenfrüchtler. Es kommt endemisch in Indien vor und unterliegt dem Washingtoner Artenschutzabkommen. Mit dem Sandelholzbaum (Santalum) ist diese Art nicht verwandt.

## Beschreibung

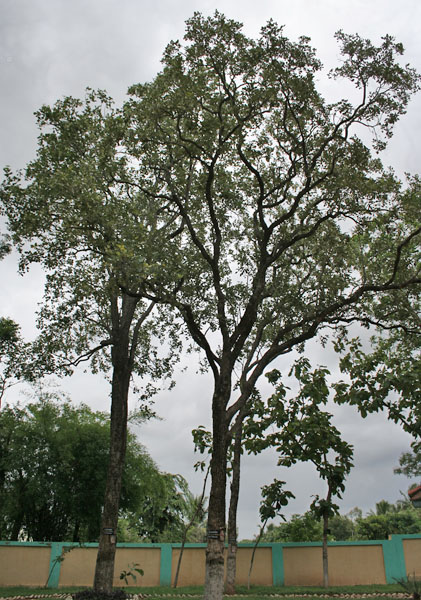
Ein junger Pterocarpus santalinus im „Talakona forest“, Indien

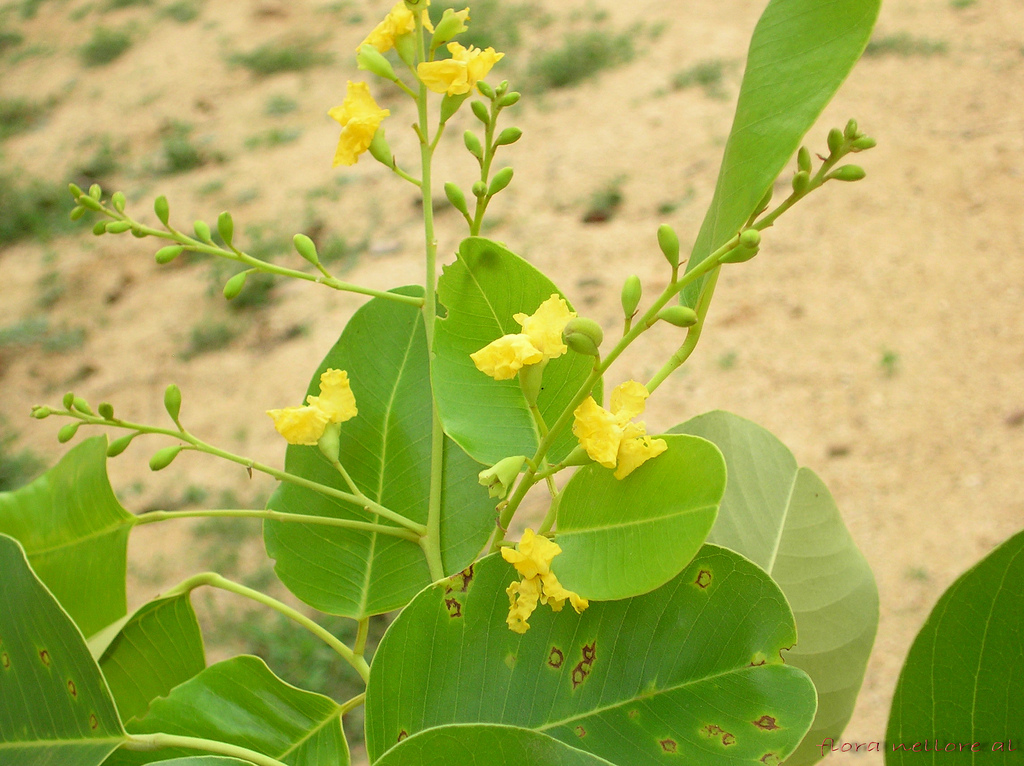
Blütenstand

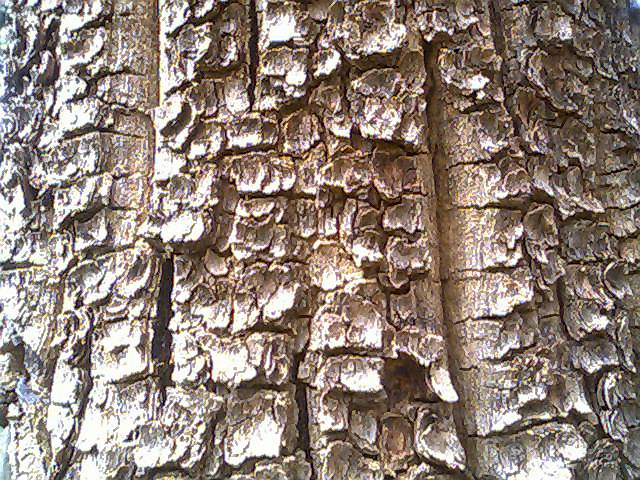
Borke

Holz

Das Rote Sandelholz wächst als laubabwerfender Baum mit Wuchshöhen um die 10–15 Meter. Die grobe Schuppenborke ist bräunlich-schwarz und teils tief gefurcht. Der Baum führt ein rotes Exsudat, Kino.
Die Laubblätter sind unpaarig gefiedert oder dreizählig, mit meist drei ledrigen, mehr oder weniger gestielten Blättchen. Deren Form ist eiförmig bis elliptisch, rundlich mit ganzem Rand. Sie sind kahl und abgerundet oder ausgerandet bis spitz, mit abgerundeter bis stumpfer Basis und sind etwa 8–18 Zentimeter lang. Die Nervatur ist gefiedert mit hellerer Mittelader.
Es werden achsel- oder endständige und traubige Blütenstände gebildet. Die gelben, zwittrigen und gestielten Schmetterlingsblüten sind circa 16–20 mm groß und leicht duftend. Der verwachsene, glockenförmige Kelch mit kleinen Zipfeln ist feinhaarig. Der längliche, haarige Fruchtknoten ist oberständig und gestielt.
Die flachen, nicht öffnenden, bräunlichen Flügelfrüchte (Hülsenfrüchte) sind mittig geflügelt und inklusive des Flügels im Durchmesser 3–8 cm groß. Jede Frucht enthält einen, selten zwei, etwa 1–1,5 cm große, längliche Samen, die bohnenförmig und hellbraun gefärbt sind.
Das Holz ist im frischen Zustand leuchtend rot und dunkelt zu rotbraun bis fast schwarz nach. Die Rohdichte reicht von 580 bis 730 kg/m³. Die Gefäße sind zerstreutporig angeordnet und die Holzstrahlen einreihig. Im Querschnitt ist außerdem Axialparenchym erkennbar, das in Bändern und paratracheal (um die Gefäße herum) vorliegt.

## Ökologie
Pterocarpus santalinus wächst in der Vegetationszone tropischer Trockenwälder.
Die Art blüht in der Trockenperiode zwischen Ende März und Ende Mai. Die Blüten öffnen sich nachts bis in die frühen Morgenstunden und werden in mondhellen Nächten durch Bienen, z. B. der Riesenhonigbiene bestäubt. Außerdem wurde fakultative Xenogamie beobachtet.
Obwohl viele Blüten gebildet werden, ist die Fruktifikationsrate nur sehr niedrig, was zusammen mit dem kleinen Verbreitungsgebiet und intensiver Nutzung durch den Menschen zu einer Gefährdung der Art geführt hat, siehe auch Abschnitt Schutzstatus.

## Vorkommen
Die Art gilt als endemisch für Indien, das Vorkommen in anderen Ländern, zum Beispiel China ist nicht gesichert. Das Verbreitungsgebiet in Indien erstreckt sich über die südlichen Bereiche der Ostghats. Die Art wurde auch in Bangladesch und in Sri Lanka eingeführt.

## Taxonomie
Das Rote Sandelholz wurde 1782 von Carl von Linné dem Jüngeren in Supplementum Plantarum Seite 318 als Pterocarpus santalinus erstbeschrieben.

## Verwendung

### Holz
Das Kernholz von Pterocarpus santalinus wird vor allem wegen seiner dunkelroten Farbe und der hohen Dichte geschätzt. Es werden unter anderem Möbel, Schnitzereien und Musikinstrumente daraus gebaut, zum Beispiel die japanische Shamisen, aber auch Ziergegenstände und Skulpturen. Es ist bekannt als Rot-Sandel, Rotes Sandelholz, Santelholz oder Kaliaturholz

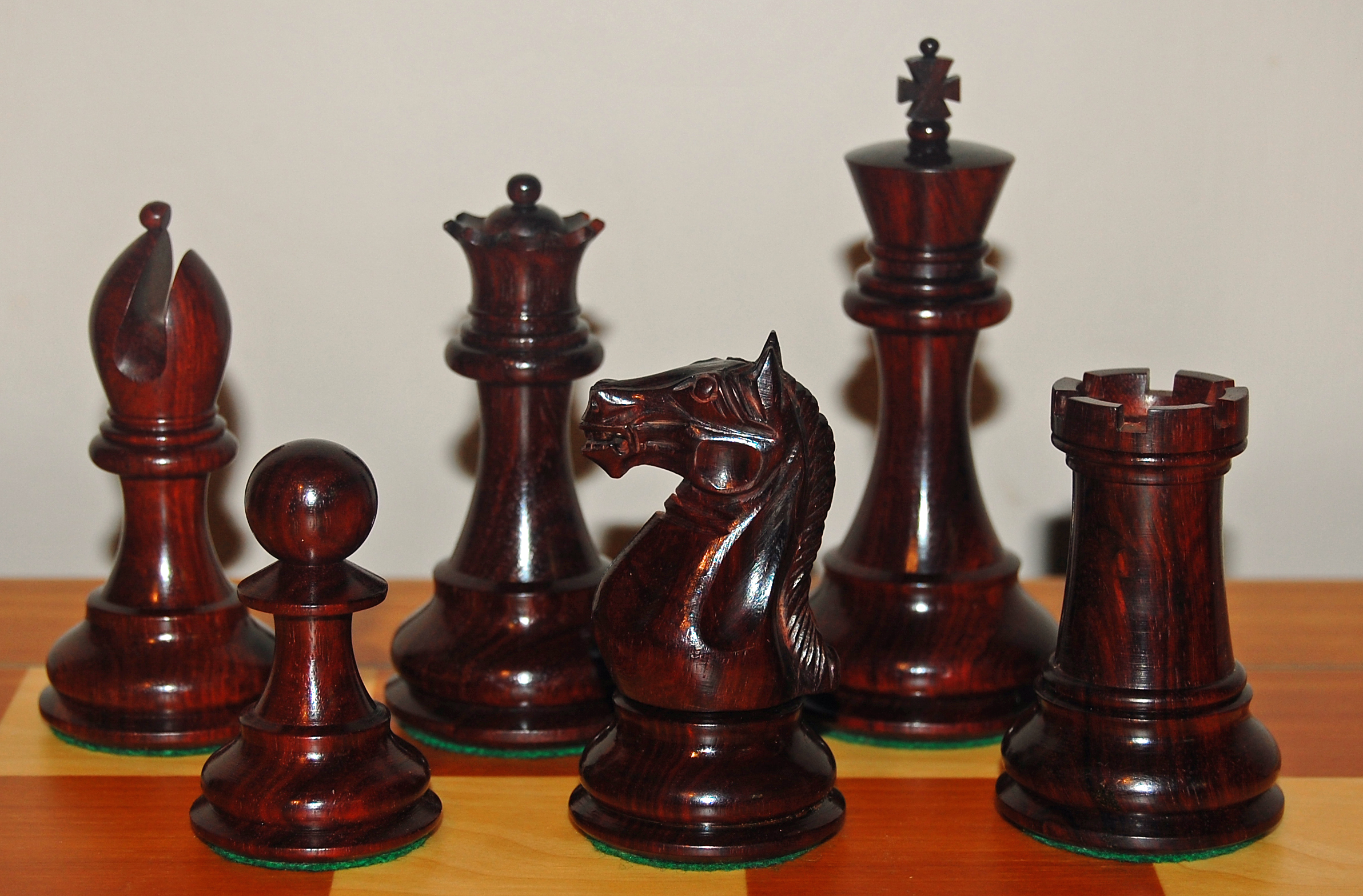
Schachfiguren aus Rotem Sandelholz

International wird das Holz unter den Namen „red sandalwood“, „red saunders“ oder „red sanderswood“ gehandelt.
Das Holz wird auch für Räucherwerk verwendet.

### Medizin
Ein aus Sandelholz zubereitete Latwerge wird im mittelalterlichen Arzneibuch Antidotarium Nicolai erwähnt.
In Indien werden das Kernholz bzw. Auszüge daraus zur Behandlung von Diabetes eingesetzt. Weiterhin soll es entzündungshemmend und bei Hautkrankheiten wirken. Teilweise wird auch die Rinde für medizinische Zwecke verwendet. In Räucherwerk spielt das Rote Sandelholz ebenfalls eine Rolle, meist ist es in Form von Holzbruchstücken enthalten.

### Farbstoff
Früher dienten Extrakte des Holzes zum Färben von Textilien, die Art zählt zu den sogenannten unlöslichen Rothölzern. Mit der Verwendung von synthetischen Färbemitteln verlor diese Färbemethode allerdings an Bedeutung. Hauptfarbstoff im Roten Sandelholz ist das Santalin. Ein Vorteil der Färbung mit Santalin ist, dass keine Beize nötig ist, um die Farbe im Stoff zu fixieren, sondern lediglich eine anschließende Behandlung mit einer sauren Lösung. Aktuell wird der Farbstoff zum Beispiel zum Färben von Getränken in der Lebensmittelindustrie verwendet.→ Rotholz

## Schutzstatus
Das Rote Sandelholz unterliegt seit 1995 dem Washingtoner Artenschutzabkommen und ist dort im Anhang II gelistet. Ein Handel ist also unter bestimmten Auflagen erlaubt. Zusätzlich besteht allerdings ein Einfuhrverbot dieser Art in die EU aus dem Herkunftsland Indien.
Die IUCN hat das Rote Sandelholz 1998 als stark gefährdet (endangered) eingestuft.